# رزم هوایی

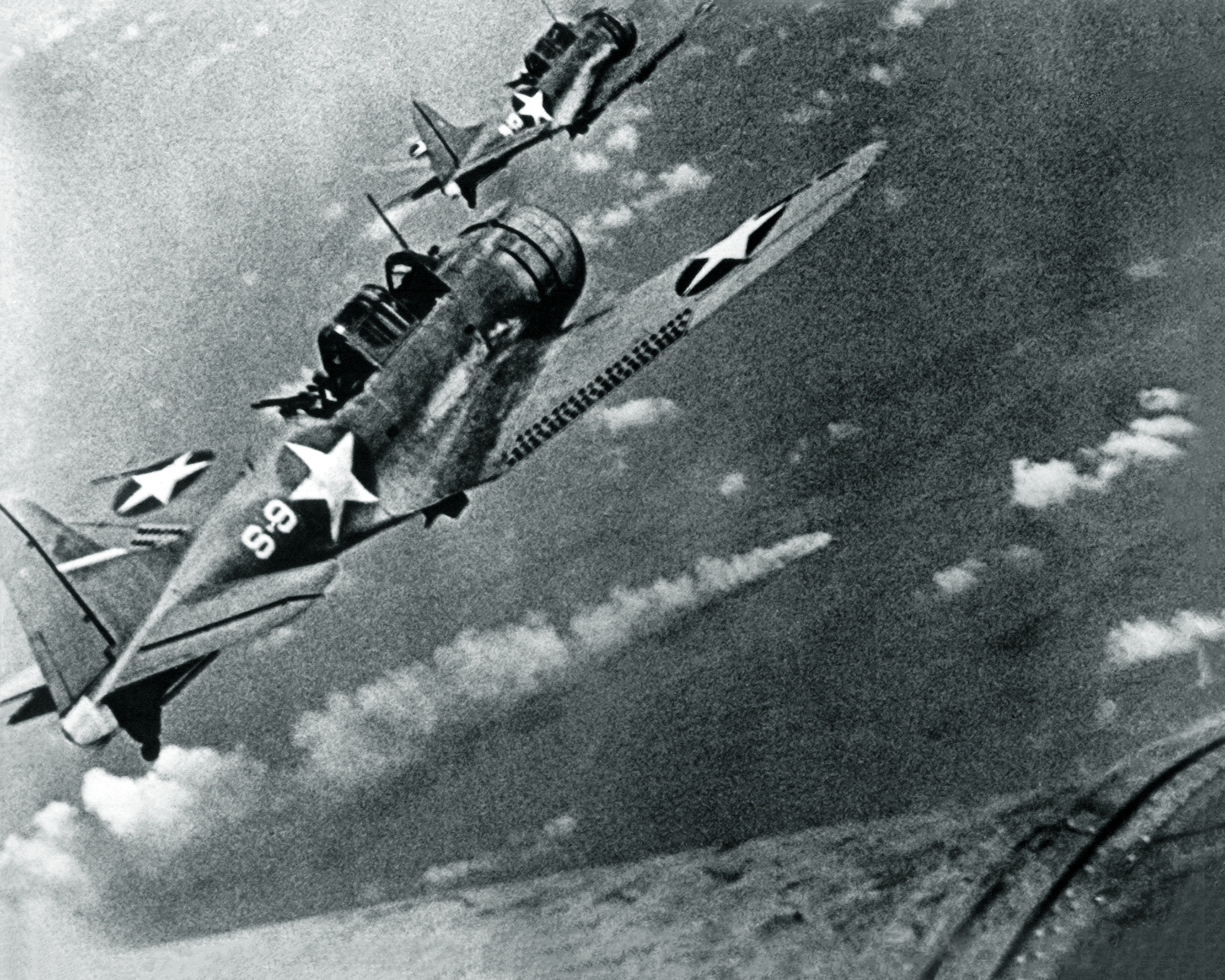
نبرد جنگنده‌های آمریکایی و ژاپنی در طول جنگ جهانی دوم

جنگ هوایی گونه‌ای از رزم بین طرف‌های متخاصم است که در آن هر کدام از طرفین جنگ از هواگردهای رزمی علیه نیروهای دشمن خود استفاده کرده و به این ترتیب اقدام به شناسایی قوا و مواضع طرف مقابل و همچنین در مواردی اقدام به نابودی آن‌ها می‌کند. پیشینه روی آوردن انسان‌ها به جنگ هوایی مربوط به قرن ۱۸ میلادی می‌شود؛ در آن زمان از هواگردهای اولیه و ساده‌ای همچون بالون هوای گرم و کایت جهت به‌دست آوردن پیروزی در جنگ‌ها استفاده‌های مختلفی می‌شد. امروزه جنگیدن در هوا با استفاده از بالاترین فناوری‌های بشر صورت می‌گیرد که در طول سده‌ها به‌دست آمده‌است.